# Contest
Contest là một xã trong vùng hành chính Pays de la Loire, thuộc tỉnh Mayenne, quận Mayenne, tổng Mayenne-Ouest. Tọa độ địa lý của xã là 48° 15' vĩ độ bắc, 0° 39' kinh độ đông. Contest nằm trên độ cao trung bình là 115 mét trên mực nước biển, có điểm thấp nhất là 77 mét và điểm cao nhất là 152 mét. Xã có diện tích 22,96 km², dân số vào thời điểm 1999 là 765 người; mật độ dân số là 33 người/km².

## Thông tin nhân khẩu
| 1962 | 1968 | 1975 | 1982 | 1990 | 1999 |
| ---- | ---- | ---- | ---- | ---- | ---- |
| 614  | 620  | 629  | 716  | 695  | 765  |